# Penanggungan
Penanggungan je menší a dlouhodobě nečinná sopka ve východní části indonéského ostrova Jáva, asi 13 km severně od vulkanického komplexu Arjuno-Welirang. Na severním a západním svahu hory se nachází mnoho náboženských budov, pocházející z první poloviny posledního tisíciletí. Stáří Penanggunganu je srovnatelné se Semeru, nicméně oproti němu je nečinný více než tisíc let.